# Al Merreikh Stadium
 (septembre 2024).
Si vous disposez d'ouvrages ou d'articles de référence ou si vous connaissez des sites web de qualité traitant du thème abordé ici, merci de compléter l'article en donnant les références utiles à sa vérifiabilité et en les liant à la section « Notes et références ».
Le Stade Al Merreikh (en arabe : ملعب المريخ), aussi appelé le "Château rouge", est un stade multi-usage situé à Omdurman au Soudan.

## Histoire
Construit en 1962, ce stade est principalement utilisé pour les matches de football, et est utilisé par Al Merreikh Omdurman ainsi que l'équipe nationale du Soudan. Sa capacité est de 42 000 places.
Après les incidents qui ont entouré le match Égypte-Algérie au Caire en novembre 2009, le stade d'Al Merreikh est désigné pour un match d'appui sur terrain neutre pour les deux équipes dans le cadre des qualifications pour la Coupe du monde de football 2010.